# Народные училища

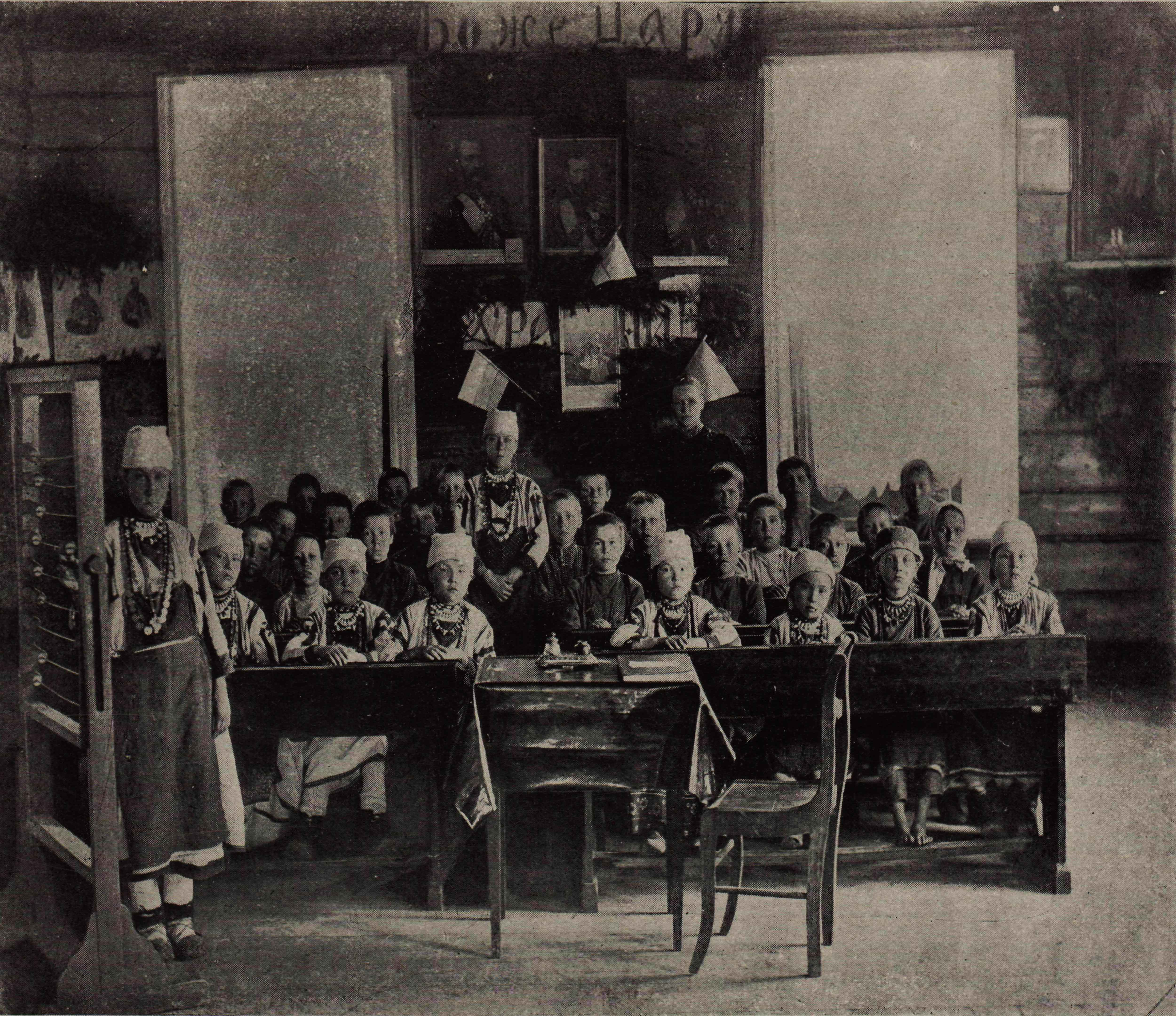
Земская школа в Вятской губернии, 1890-е годы

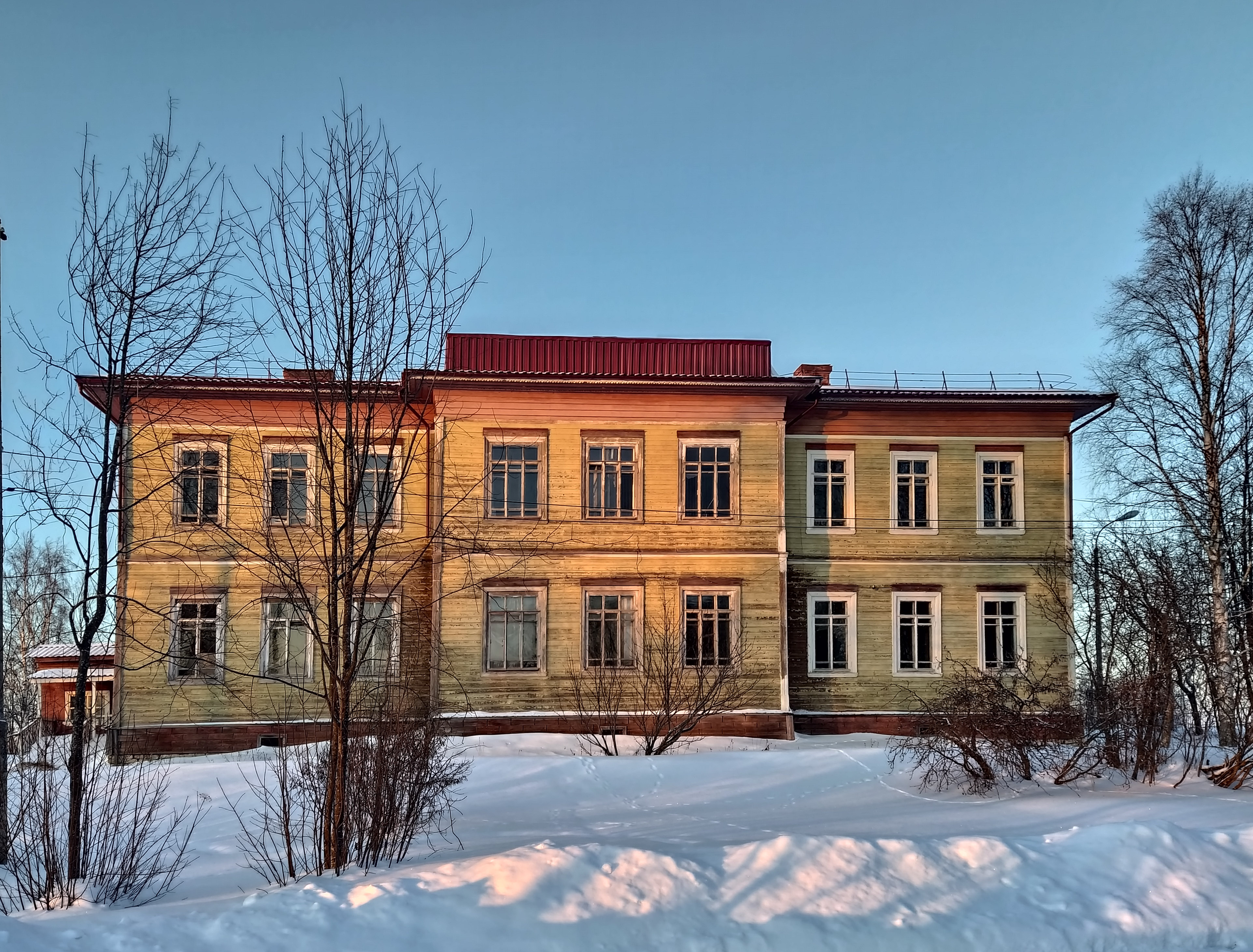
Ломоносовское сельское народное училище в Ломоносово, 2023 год

Народные училища — образовательные учреждения в дореволюционной России.
Согласно Уставу о народных училищах для всех городов Российской империи от 5 (16) августа 1786 года были организованы Главные и Малые народные училища. Во время школьной реформы 1804 года Главные народные училища преобразованы в гимназии, а Малые в Уездные училища.
Начальные народные училища были созданы в 1864 году и давали только начальное образование. К ним относились земские школы, различные ведомственные и частные школы, а также церковно-приходские и воскресные школы. Их деятельность регулировалась Положением о начальных народных училищах, принятом в 1874 году.

Ст. 2. К начальным народным училищам относятся:
1) Ведомства духовного: церковно-приходские училища, открываемые православным духовенством в городах, посадах и селах, с пособием и без пособия казны, местных обществ и частных лиц.

2) Ведомства министерства народного просвещения: а) приходские училища в городах, посадах и селах, содержимые на счет местных обществ и частью на счет казны и пожертвований частных лиц, и б) народные училища, учреждаемые и содержимые частными лицами разного звания.

3) Других ведомств: сельские училища разных наименований, содержимые на счет общественных сумм.

4) Все общие воскресные школы, учреждаемые как правительством, так и обществами городскими и сельскими и частными лицами для образования лиц ремесленного и рабочего сословия обоего пола, не имеющих возможности пользоваться учением ежедневно.

Ст. 3. Предметами учебного курса начальных народных училищ служат: а) Закон Божий (краткий катехизис) и священная история; б) чтение по книгам гражданской и церковной печати; в) письмо; г) первые четыре действия арифметики и д) церковное пение там, где преподавание его будет возможно.— Положение о начальных народных училищах (1874 г.)
Заменены в 1918 году едиными трудовыми школами.